# 31104 Annanetrebko
31104 Annanetrebko este o planetă minoră (asteroid), cu un diametru de 2,65 km, din centura de asteroizi. A fost descoperită pe 30 iulie 1997 la Caussols de OCA-DLR Asteroid Survey⁠(d). 
Obiectul prezintă o orbită caracterizată de o semiaxă mare de 2,2755942 UAi, o excentricitate de 0,13, o înclinație de 5,08413 ° în raport cu ecliptica.